# ميلياسين
ميلياسين هو مركب موجود في نوع من نبات الدخن يسمى (بانيكام ميلياسيام)، كشف الأبحاث أن مادة ميلياسين تعمل على زيادة معدل عامل النمو شبيه الانسولين-1 والذي يعمل بدوره علي زيادة انقسام الخلايا وزيادة معدل النمو، لذلك استُخدم في أول الأمر لزيادة التئام الجروج المزمنة، ولكن بعد عدة دراسات اكتُشف أن هذه المادة لها تأثير كبير علي شعر الرأس وزيادة معدل انقسام الخلايا الكيراتينية (وبالتالي زيادة نسبة الكيراتين) فيزيد من معدل نمو الشعر وزيادة قوته وزيادة نسبة الكولاجين في الشعر.
توجد بعض المستحضرات التي تُستخدم في مكوناتها ميلياسين أو خلاصة نبات الدخن كمصدر رئيسي للميلياسين.
تزداد فاعلية ميلياسين إذا استُخدم مع الدهون القطبية التي تعمل علي زيادة الامتصاص وزيادة نسبة التوافر الحيوي للمادة وسهولة وصولها الي الخلايا المستهدفة ويطلق عليه في هذا الحالة MPL.